# Paralucia aurifera
Paralucia aurifer là một loài bướm trong họ Lycaenidae.
Loài bướm này được Emile Blanchard mô tả vào năm 1848.
Sải cánh dài 25 mm.
Bướm trưởng thành bay từ tháng 12 đến tháng 1.
Loài này được tìm thấy ở Đông Úc bao gồm New South Wales, Queensland đông, Victoria, Tasmania và Lãnh thổ Thủ đô Úc.